# مارك بيردول
مارك بيردول (بالفرنسية: Marc Berdoll)‏ (مواليد 6 أبريل 1953) هو لاعب كرة قدم. يلعب مع منتخب فرنسا لكرة القدم. سبق له أن لعب في كأس العالم لكرة القدم مع منتخب بلاده.

## روابط خارجية
- مارك بيردول على موقع الاتحاد الدولي (مؤرشف)  (الإنجليزية)
- مارك بيردول على موقع الاتحاد الأوربي (الإنجليزية)
- مارك بيردول على موقع قاعدة بيانات كرة القدم.إي يو (الإنجليزية)
- مارك بيردول على موقع بيانات كرة القدم. دي إي (الألمانية)
- مارك بيردول على موقع ناشيونال فوتبول تيمز (الإنجليزية)
- مارك بيردول على موقع عالم كرة القدم.نت (الإنجليزية)